# Volley Cole
Volley H. „Bob“ Cole (* 1931 in Richland, Arkansas, Vereinigte Staaten; † 12. Mai 2022 in Arizona, Vereinigte Staaten) war ein US-amerikanischer Rennrodler, Rennrodeltrainer und -funktionär. Er gilt als Pionier des Rennrodelsports in den Vereinigten Staaten, war 1957 Gründungsmitglied der Fédération Internationale de Luge de Course, für zwei Amtszeiten Vizepräsident der FIL und wurde 1990 deren Ehrenmitglied.

## Leben

### Sportlicher Werdegang
Volley Cole war in seiner Jugend im Bobsport aktiv. Diese Aktivitäten weckten sein Interesse für das Rennrodeln. Cole setzte sich für die Abspaltung des Rennrodelns von der Fédération Internationale de Bobsleigh et de Tobogganing ein und war am 25. Januar 1957 eines der Gründungsmitglieder der Fédération Internationale de Luge de Course in Davos. Cole trat in der Folge für die US-amerikanische Rennrodelnationalmannschaft an, unter anderem bei am 27. Januar 1957, ebenfalls in Davos ausgetragenen, Rennrodel-Weltmeisterschaften 1957. Dort belegte er im Einsitzerwettbewerb der Männer den 66. Platz von 82 Startern. Damit war er der beste der drei US-Starter. Zuvor war er 1954 bis 1956 44., 24. und 45. bei Europameisterschaften. Es dauerte bis 1962, dass wieder eine US-Nationalmannschaft an einer WM teilnahm. Von 1957 bis 1972 war Cole als Teammitglied und Cheftrainer der US-National- und Olympiamannschaft sowie Funktionär der Fédération Internationale de Luge de Course aktiv. Im Auftrag der United States Army begann er 1960 mit dem Aufbau eines US-amerikanischen Rennrodelprogramms. Er stellte ein Team zusammen, welches unter anderem aus zahlreichen in Deutschland stationierten Militärangehörigen bestand, und welches sich im Rahmen einer Trainingsgemeinschaft mit Polen, Deutschland und Österreich auf das olympische Rennrodel-Debüt bei den Olympischen Winterspielen 1964 in Innsbruck vorbereitete.
Für die Olympischen Winterspiele 1968 in Grenoble fungierte Cole als Team-Berater des US-amerikanischen Teams, in Sapporo 1972 war er als Funktionär des Internationalen Rennrodelverbands tätig. Nach dem Ende seiner Trainerkarriere war er für zwei Amtszeiten Vizepräsident der Fédération Internationale de Luge de Course. 1990, nachdem er sich in den Ruhestand verabschiedet hatte, wurde er zum FIL-Ehrenmitglied ernannt.

### Militärischer und beruflicher Werdegang
Im Alter von 14 Jahren trat Cole die United States Army ein und war dort zunächst Teil der United States Army Air Forces, ehe er 1947 Teil der United States Air Force wurde. Cole absolvierte eine Ausbildung zum Flight Operations Control Manager in war in der Folge in den Bereichen Luftfahrttechnik und -konstruktion, Transport sowie Ausbildung beschäftigt. Er diente im Korea- und Vietnamkrieg und war darüber hinaus Deutschland, Frankreich und Japan stationiert. Nach 30 Jahren im Dienst verließ er das Militär als hochdekorierter Sergeant Major.
Nach dem Ausscheiden aus dem Militärdienst war er zehn Jahre lang als Auftragnehmer für McDonnell Douglas in Saudi-Arabien tätig.

### Persönliches
Volley Cole war 48 Jahre lang mit seiner Frau Mary verheiratet. Den Ruhestand verbrachte das Paar in Sun Lakes bei Phoenix. Am 12. Mai 2022 starb er im Alter von 90 Jahren in Arizona.